# San Vivaldo (Montaione)
San Vivaldo è una frazione del comune di Montaione, nella città metropolitana di Firenze.
Si tratta di un piccolo centro abitato situato sulla strada che conduce a Iano, altra frazione nel territorio comunale di Montaione.
La frazione è composta da un complesso religioso e da un piccolo borgo di case, dove oggi vi sono anche servizi per i turisti, assai numerosi in tutto il comune di Montaione.

## Storia
La selva di Camporena, dove la frazione di San Vivaldo si trova, era meta di eremiti fin dall'epoca medievale: il più noto fu Vivaldo da San Gimignano (1260 - 1320), il quale vi dimorò per circa venti anni riparandosi nel gigantesco tronco di un castagno. Morì in odore di santità e sul luogo del ritrovamento del corpo esanime fu costruita, anche se probabilmente era già esistente, una piccola chiesa .
Nei secoli la chiesa fu ampliata e abbellita: come la vediamo oggi è frutto di una ricostruzione avvenuta intorno al 1500, anno in cui i francescani si insediarono nella zona e costruirono il convento e il complesso architettonico delle cappelle del Sacro Monte.
Il borgo di San Vivaldo è poco distante dal complesso religioso. Da un documento del 1830 (carta del catasto generale toscano) risulta che esistevano tutte le case della parte vecchia della frazione schierate lungo la strada. 
Come risulta da un censimento del 1861, con lo sviluppo della lavorazione del vetro, a San Vivaldo vivevano molti maestri vetrai al punto che era la frazione con il più basso tasso di analfabetismo.
Nei primi anni del 1900 a San Vivaldo si trovavano due frantoi, un mulino, una tabaccaia e due fornaci di mattoni. Ad oggi esistono ancora un frantoio in disuso e la tabaccaia. 
San Vivaldo è tutt'oggi abitato, alcune case sono state ristrutturate e suddivise in appartamenti per uso turistico. Lungo la strada si trova un ristorante con bottega.

## Il Sacro Monte
San Vivaldo ospita un famoso Sacro Monte, costruito per volere dei frati francescani, in particolare da fra Tommaso da Firenze e fra Cherubino Conzi, i quali costruirono prima il convento e poi trentaquattro cappelle, aiutati nell'impresa, anche dagli abitanti del luogo che trasportavano le pietre necessarie alla costruzione dal fondo del fiume Egola.
Le cappelle vennero realizzate per offrire alla popolazione un luogo di pellegrinaggio. Nella bolla papale di Leone X (della famiglia dei Medici), si evince il riconoscimento delle cappelle e la concessione di una indulgenza a coloro che vi si fossero recati a pregare.
Fra Tommaso da Firenze si affidò, per la realizzazione delle cappelle, alla sua esperienza maturata dagli innumerevoli viaggi in Terra Santa ed alle interazioni con il frate Bernardino Caimi, che in quegli anni progettava il Sacro Monte di Varallo a Sesia in Piemonte.
Fra Tommaso scelse il luogo con estrema accuratezza prendendo in considerazione l'orientamento astronomico di Gerusalemme e non quello locale: aveva identificato ad est del Convento una valle boscosa che ricordava la valle di Giosafat, a sud un rilievo che rappresentava idealmente il Monte degli Ulivi, e a nord un piano naturale poteva rappresentare la spianate del tempio, mentre poco distante, una collinetta, riportava alla mente il Monte del Calvario. Per questo motivo San Vivaldo è denominata anche la Gerusalemme di Toscana, per la somiglianza topografica con i santuari esistenti a Gerusalemme all'inizio del '500.
Le cappelle ospitano al loro interno pregevoli terrecotte di tradizione robbiana che illustrano l'ultimo periodo della vita di Gesù. Avevano la funzione di Biblia puperum ovvero di rappresentare la Bibbia e renderla comprensibile, anche empaticamente, al popolo analfabeta.

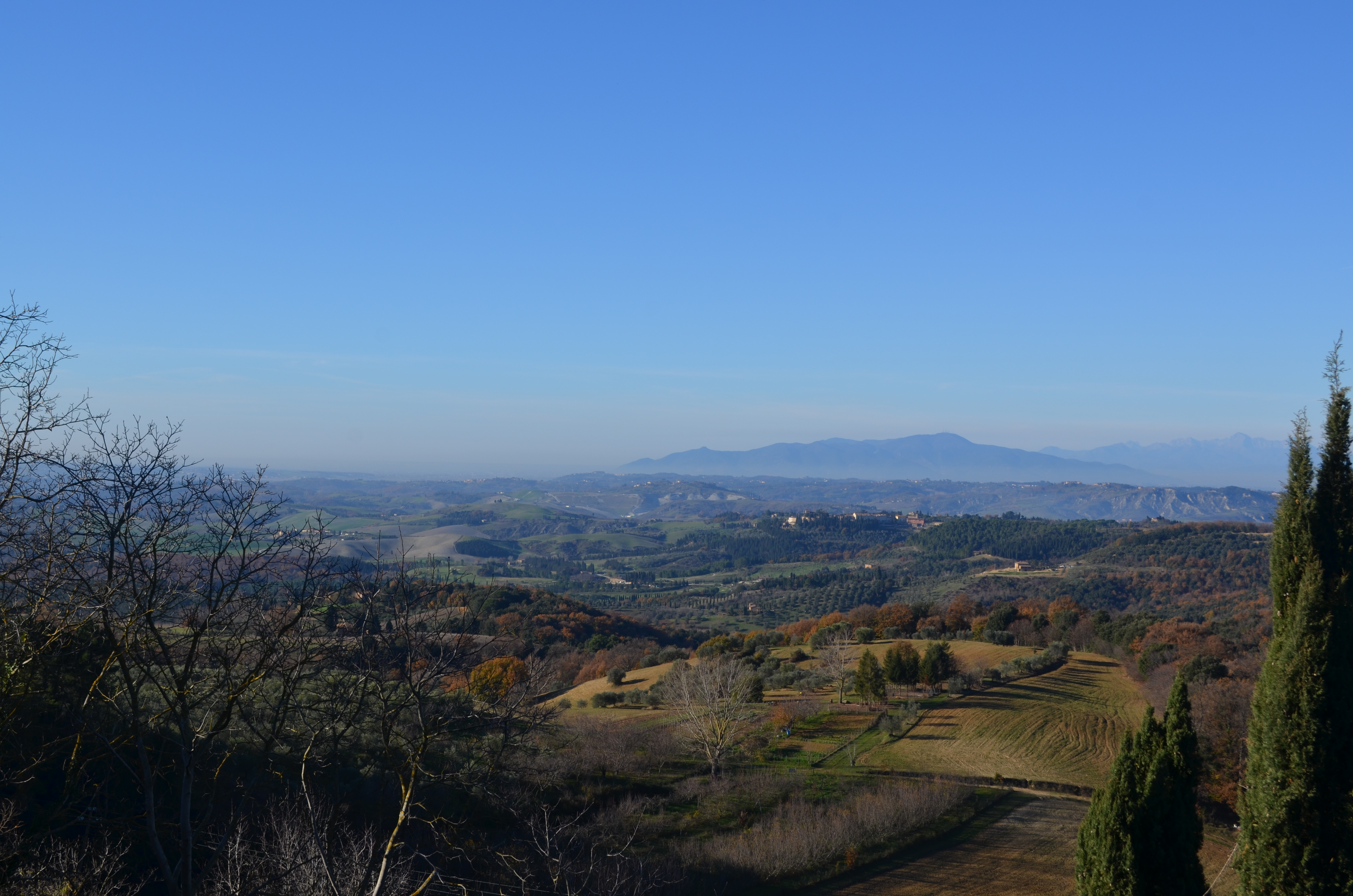
La vista panoramica da San Vivaldo verso Pisa

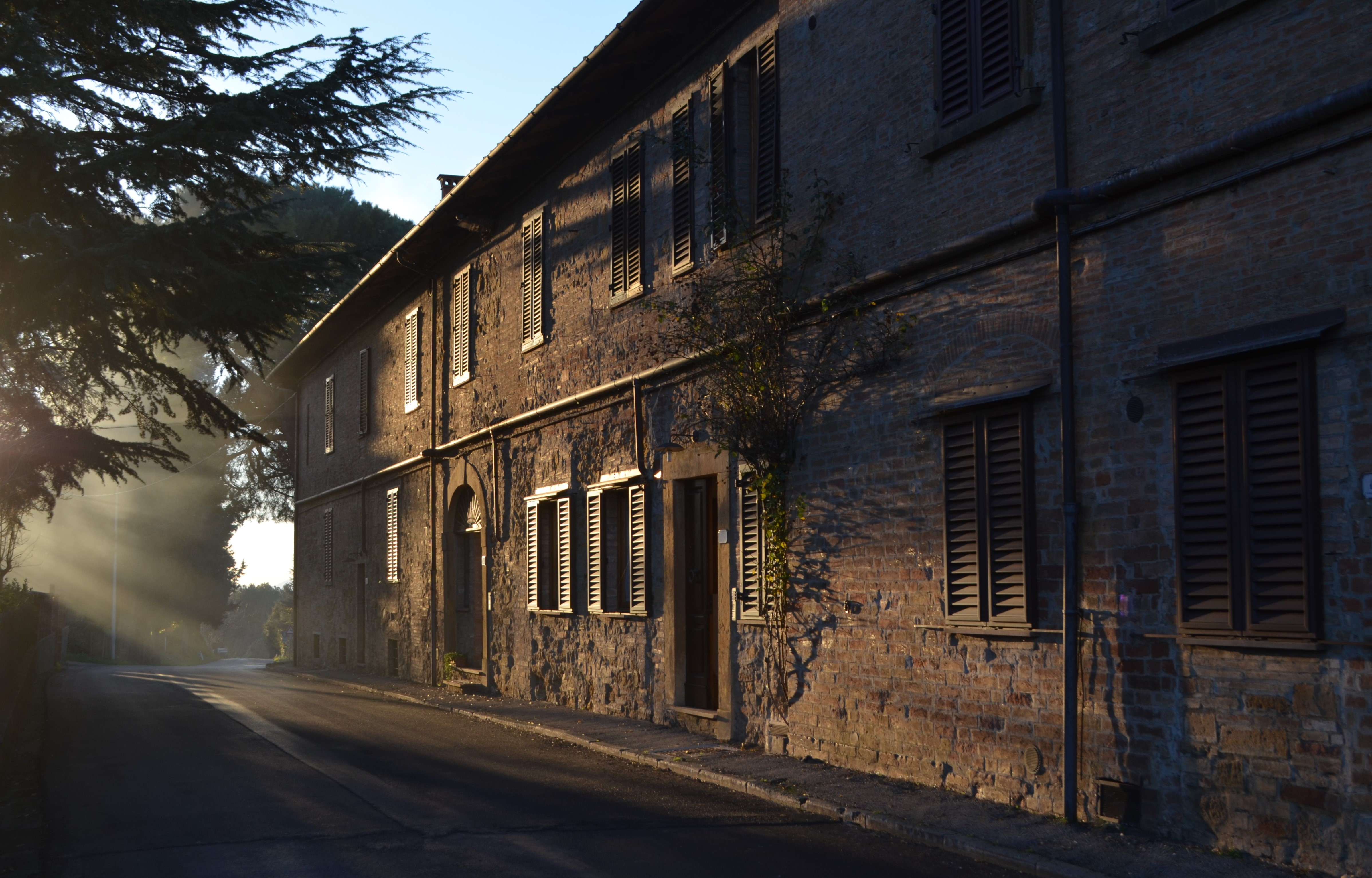
Le abitazioni di San Vivaldo